# Зундская марка

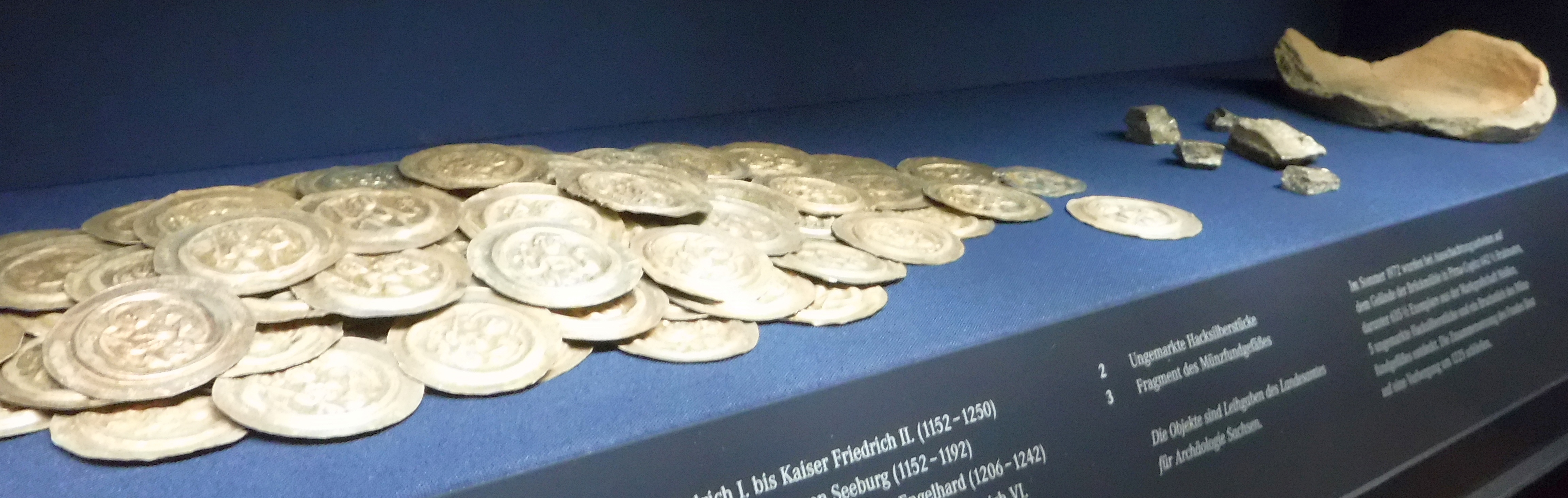
Монеты XII—XIV века в музее Дрездена

Зундская марка (нем. Sundische Mark, Mark sundisch) — расчетная единица для монет, которые были изготовленных в Свободном Ганзейском городе Штральзунд с 1319 года. С введением в 1359 году любекской марки на землях Померании зундская марка постепенно вышла из обращения.

## История
В 1319 году князь Рюгена Вислав III предоставил право Ганзейскому городу Штральзунд на чеканку собственных монет. Расчетной единицей стала служить марка, которая получила название от Штральзундских земель Зундиш. Изначально зундская марка равнялась 16 шиллингам (солидам), шиллинг равнялся 12 пфеннигам (денариям, позже денарии сменились брактеатами). В декабре 1325 года, после падения Рюгенского княжеского двора, поморским герцогом Вартиславом IV, Штральзунд был присоединен к землям Померании-Вольгост, а брактеаты заменились на вечные пфенниги (нем. Ewiger Pfennig).
С 1324 года весовой единицей для чеканки монет служила кельнская марка, а с появлением любекской марки зундская марка полностью была вытеснена (позже курант-марка). В 1324 году 2½ зундской марки приравнивались к 1 кельнской, а с 1378 года 1000 зундских марок равнялись 660 любекским маркам. В 1381 году Штральзунд присоединился к Венденской системе чеканки. В 1395 году поморское города Анклам, Грайфсвальд и Штральзунд на основе любекского зехслинга (нем. Sechsling) чеканят большой пфенниг (нем. Großpfennig). На 12 лотов из марки чеканилось 144 монеты. Вес такого пфеннига был 1,22-1,629 граммов. 6 февраля 1403 года Штральзунд присоединился к соглашению о совместной чеканке государственной марки с городами Любеком, Гамбургом, Люнебургом и Висмаром. Но Штральзунд использовал старую систему чеканки монет, применяя при производстве вес любекской марки. Так, на изготовление пфеннигов шло ⅔ любекской марки. 6 пфеннигов равнялись 1 виттену, что противоречило правилам соглашения и уменьшало содержание серебра в монетах. В 1406 году Штральзунд был исключен из союза. Но 9 октября 1425 года Штральзунд присоединили снова, так как в 1424 году к Венденскому союзу присоединилось Королевство Дания. В 1489 году герцог Померании Богуслав X реорганизовал право на чеканку монет для Поморских городов. Исключением остался Штральзунд, в котором монеты чеканились до 1504 года с постоянным снижением состава драгоценных металлов в монете. Такое снижение привело к прекращению существования зундской марки. Последними были вычеканены золотые гульдены, которые приравнивались к трем маркам. С 1504 года низкопробные монеты начали чеканиться в Ростоке.